# Truth or Dare: Chơi hay chết?
Truth or Dare: Chơi hay chết? (tên gốc Tiếng Anh: Truth or Dare) là một bộ phim kinh dị siêu nhiên năm 2018 của Mỹ được đạo diễn bởi Jeff Wadlow và được viết bởi Michael Reisz, Jillian Jacobs, Chris Roach và Wadlow. Phim có sự tham gia diễn xuất của Lucy Hale, Tyler Posey, Violett Beane, Hayden Szeto, và Landon Liboiron, phim kể về một nhóm các sinh viên trẻ cùng nhau chơi trong chuyến dã ngoại Mexico. Từ một trò chơi vô hại, Truth or Dare trở nên đáng sợ khi hơn khi lần lượt từng người trong nhóm bạn bị giết hại bởi một thế lực siêu nhiên đáng sợ. Những người đã tham gia bắt buộc phải tuân thủ nghiêm ngặt quy tắc của trò chơi: Hoặc là nói thật, hoặc sẽ bị trừng phạt. Bộ phim được sản xuất bởi Blumhouse Productions và được Universal Pictures phát hành.

## Nội dung
Olivia và nhóm bạn của mình cùng nhau du lịch Mexico và bọn họ đã gặp một người tên là Carter mọi người quyết định chơi thật hay thách ở một nơi hẻo lánh, sau khi chơi Olivia bắt đầu thấy những điều kì lạ và họ biết được đang có một thế lực siêu nhiên đang chi phối họ, nếu họ không nói thật hoặc không hoàn thành thử thách, họ sẽ chết. Nhưng mọi người chỉ được chọn 2 lần nói sự thật và phải thực hiện một thử thách. Mạng sống của Olivia và những người bạn của cô hiện đang bị đe dọa và họ chỉ hai cách duy nhất: một là phải chuyển lời nguyền của trò chơi sang cho người khác, hai là họ phải tiêu diệt con quỷ.